# Michael Rummenigge
Michael Rummenigge (Alemania, 3 de febrero de 1964) es un exfutbolista alemán que se desempeñaba como centrocampista; es el hermano menor de Karl-Heinz Rummenigge.
Michael Rummenigge jugó 2 veces para la selección de fútbol de Alemania entre 1983 y 1986.

## Trayectoria

### Clubes
| Club              | País     | Año       |
| ----------------- | -------- | --------- |
| Bayern Múnich     | Alemania | 1982-1988 |
| Borussia Dortmund | Alemania | 1988-1993 |
| Urawa Reds        | Japón    | 1993-1995 |

### Selección nacional
| Selección | País     | Año       |
| --------- | -------- | --------- |
| Absoluta  | Alemania | 1983-1986 |

## Estadística de equipo nacional
| Selección de fútbol de Alemania | Selección de fútbol de Alemania | Selección de fútbol de Alemania |
| Año                             | Part.                           | Goles                           |
| ------------------------------- | ------------------------------- | ------------------------------- |
| 1983                            | 1                               | 0                               |
| 1984                            | 0                               | 0                               |
| 1985                            | 0                               | 0                               |
| 1986                            | 1                               | 0                               |
| Total                           | 2                               | 0                               |